# SV Kelheim-Gmünd
Der SV Kelheim-Gmünd ist ein deutscher Schützenverein in der niederbayerischen Stadt Kelheim. Er tritt zum Sportschießen in der 1. Bundesliga Luftpistole an und war mehrfach deutscher Meister. Die zweite Mannschaft tritt in der 2. Bundesliga Luftpistole an. Der Verein wird in der Öffentlichkeit durch seine sportlichen Erfolge regelmäßig in Presseartikeln wahrgenommen und widmet sich nach dem Regelwerk des Deutschen Sportbundes und dem Deutschen Schützenbund der Jugendarbeit.

## Geschichte
Am 30. August 1952 wurde der Verein beim „Pauli-Wirt“ in der Rebhuhnstraße gegründet. Im Jahr 1954 zog der Verein in das Gasthaus „Zum Schützen“ in die Zeisigstraße. Durch An- und Umbau schuf man einen Raum für sechs Schießstände, die aber immer wieder auf- und abgebaut werden mussten. Auch war der Schießstand noch nicht vom Aufenthaltsraum getrennt.
1963 war der Verein an der Durchführung des Preisschießens „100 Jahre Befreiungshalle“ mit beteiligt. 1964 änderte der Verein seine Satzung und ließ sich gerichtlich eintragen. 1970 richtete die „Schlossbrauerei Au“ eine Disco in den Schießstand ein und der Verein musste weichen. Das nächste Schützenheim bauten sich die Mitglieder im „Kelheimer Hof“ auf. Hier war nun Schießstand und Aufenthaltsraum getrennt. Als man nun wieder einer Disco weichen musste, stellte man den Antrag an die Stadt Kelheim, den Stand unter der Dreifachturnhalle ausbauen zu dürfen.
1980 wurde die Genehmigung erteilt und mit dem Ausbau des neuen und bis heute erhaltenen Vereinsheim begonnen. Aktuell verfügt der Verein wir über 8 Stände für LP und LG und einen Stand für Lichtgewehr. Über Beamer und Fernseher sind auch unsere Zuschauer im Aufenthaltsraum über den Schießablauf informiert.

## Sportliche Erfolge
Seit Gründung der Bundesliga Luftpistole gehört der Verein der Liga an und ist Serienteilnehmer im Finale der besten acht Vereine (die vier Besten aus dem Süden und dem Norden). In den Saisons 2008/09, 2014/15, 2016/17, 2022/23 und 2023/24 war der SV Kelheim-Gmünd deutscher Meister. Außerdem wurde der Verein dreimal Vizemeister (2006, 2020 und 2025) und dreimal Dritter (2008, 2010 und 2012) der Liga. die Mannschaft in der 2. Bundesliga war ebenfalls mehrfach Meister und konnte ersichtlich mehrere zweite und dritte Plätze sichern.

## Kader

### 1. BL Mannschaft
- Damir Mikec (SRB)
- Jason Solari (CHE)
- Jindrich Dubovy (CZE)
- Monika Karsch
- Philipp Grimm
- Simon Weiß
- Christoph Schultheiß
- Carina Wimmer
- Miriam Piechaczek
- Annabelle Pioch (FRA)
- Pablo Carrera (ITA)
- Mauro Biasca (SUI) (Trainer)

### 2. BL Mannschaft
- Miriam Piechaczek
- Tobias Meyer
- Axel Genewsky
- Stephan Jobst
- Christina Holzer
- Sabine Humbs
- Verena Gimpl
- Timo Schyma
- Adnan Sadzak
- Sebastian Humbs (Trainer)